# Vasyl Velyčkovskyj
Blahoslavený Vasyl Velyčkovskyj (1. června 1903, Stanislaviv, Ukrajina - 30. července 1973, Winnipeg, Kanada) byl ukrajinský řeckokatolický duchovní, biskup a je mučedníkem katolické církve.

## Život
Narodil se 1. června 1903 ve Stanislavi (dnešní Ivano-Frankivsk), rodičům Volodymyru a Anně, kteří své děti vychovávali v hluboce křesťanském duchu. Studoval na gymnáziu v Horodence. Poté vstoupil do lvovského semináře. V roce 1924 byl vysvěcen na jáhna metropolitou ct. Andrejem Šeptyckým. Byl to čas, kdy objevil své řeholní poslání. S pomocí své tety Moniky vstoupil do noviciátu redemptoristů. Dne 29. srpna 1925 složil své řeholní sliby (chudoby, čistoty a poslušnosti). Po dokončení teologických studií 9. října 1925 byl vysvěcen na kněze. Učil na gymnáziu redemptoristů a poté byl poslán do Stanislavi provádět misii.
Dne 16. listopadu 1928 přicestoval do kláštera v Kovelu, kde se také zapojil do misijních prací. V roce 1935 se vrátil do Stanislavi, kde se stal superiorem. I když byla řeckokatolická církev pronásledována, stále se věnoval apoštolské činnosti. Při okupaci Ukrajiny sovětskými vojsky roku 1940 uspořádal průvod s kříži ulicemi Stanislavi. Na požádání metropolity Šeptyckého (tj. tehdejší hlavy ukrajinských řeckokatolíků) odešel do střední Ukrajiny do města Kamenec Podolský pracovat s ukrajinskými pravoslavnými věřícími. Město zatím (v létě 1941) obsadili Němci. Po třech dnech po příjezdu byl obviněn ze spolupráce s ukrajinskými národními odbojovými organizacemi a bylo mu nařízeno opustit Kamenec Podolský za jeden den. Přemístil se do Ternopilu (Tarnopolu) a zde se stal superiorem kláštera Dormition.
Poté, co Sověti obsadili Halič v l. 1944-45, zatkli v noci z 10. na 11. dubna 1945 představitele řeckokatolické hierarchie. Dne 26. července 1945 byl Velyčkovskyj zatčen v Ternopilu. Během výslechu mu byla nabídnuta možnost připojení se k Ruské pravoslavné církvi výměnou za svobodu. Tuto nabídku odmítl. Poté byl převezen do Kyjeva, kde vyšetřování trvalo dva roky. Kyjevský krajský soud ho odsoudil k smrti. V průběhu tří měsíců v cele smrti pokračoval ve své kněžské službě, učil vězně modlitby. Přišla noc, kdy ho vyvedli z cely, ale nešli dolů na místo popravy, nýbrž na úřad vězeňské správy. Tam se dozvěděl, že jeho trest smrti byl změněn na 10 let vězení.
První dva roky byl v zajateckém táboře v Kirovské oblasti a poté v dole na Vorkutě. I když byl vysílen těžkou prací, stále sloužil liturgii. Několik měsíců před propuštěním mu spoluvězni zařídili, aby pracoval ve vězeňské nemocnici. Dne 9. července 1955 byl propuštěn na svobodu. Po návratu do Lvova nenašel žádný kostel, kde by mohl sloužit mše. Tak v malém pokoji v ulici Vozzyednannia 11 postavil oltář z prázdných papírových krabic. V roce 1959 byl papežem jmenován biskupem "tiché" čili "skryté církve". Z důvodu složité situace v Sovětském svazu mohl být vysvěcen na biskupa až po čtyřech letech, 4. února 1963.
Napsal knihu o ikoně Panny Marie ustavičné pomoci. Dne 2. ledna 1969 byl znovu uvězněn na tři roky. Dne 27. ledna 1973 mu trest skončil a byl propuštěn. Tentokrát mu nebylo dovoleno vrátit se do Lvova, ale byl poslán do Jugoslávie na "rekreaci". Tuto možnost využil, aby navštívil svou sestru v chorvatském Záhřebu a poté odešel do Říma, kde se setkal s vrchním arcibiskupem (tj. hlavou Ukrajinské řeckokatolické církve) Josipem Slipym. Setkal se také s papežem sv. Pavlem VI. Za krátkou dobu byl pozván metropolitou Maksymem Hermaniukem do Kanady. Jeho návštěva netrvala dlouho. Zemřel 30. července 1973 ve Winnipegu.

## Beatifikace
Jeho proces blahořečení byl zahájen 18. března 1996 se skupinou 24 mučedníků ukrajinské řeckokatolické církve. Dekret o mučednictví byl vydán papežem sv. Janem Pavlem II. 24. dubna 2001. Byl blahořečen 27. června téhož roku.